# Sevran
 Sevran  es una localidad y comuna de Francia, en la región de Isla de Francia, departamento de Sena-San Denis, en el distrito de Le Raincy. La comuna conforma por sí sola el  cantón homónimo.

## Demografía
| 326 | 301 | 328 | 243 | 311 | 318 | 316 | 309 | 318 | 361 | 360 | 365 | 518 | 689 | 848 | 873 | 1 028 | 1 073 | 1 378 | 1 923 | 2 691 | 6 058 | 10 071 | 10 147 | 8 889 | 12 956 | 17 969 | 20 253 | 34 221 | 41 809 | 48 478 | 47 063 | 51 110 |
| Para los censos de 1962 a 1999 la población legal corresponde a la población sin duplicidades (Fuente: INSEE [Consultar]) |     |     |     |     |     |     |     |     |     |     |     |     |     |     |     |       |       |       |       |       |       |        |        |       |        |        |        |        |        |        |        |        |

Forma parte de la aglomeración urbana parisina.